# Даненова, Фатима Кусаиновна
Фатима Кусаиновна Даненова (10 февраля 1918, Петропавловск, Северо-Казахстанская область — 2003) — советский государственный и партийный работник, Почётный гражданин города Караганда. Секретарь Карагандинского обкома Компартии Казахстана, первая пионервожатая г. Караганды.

## Биография
Казашка по происхождению.
Трудовую деятельность начала в 1938 году таксировщицей в товарной конторе станции Караганда — Угольная. В том же году окончила Петропавловский железнодорожный техникум, в 1955 году — высшую партийную школу при ЦК КПСС в Москве.
С 1939 по 1942 год — на комсомольской работе, была инструктором горкома, обкома, секретарём обкома ЛКСМ Казахстана.
С 1943 года — на советской и партийной работе, была заместителем председателя облисполкома, инструктором, заведующей сектором, заведующей отделом, секретарём Карагандинского обкома Компартии Казахстана по работе среди женщин, секретарём Карагандинского горкома партии.
В годы Великой Отечественной войны внесла большой вклад в развитие движения женщин Караганды «В труде как в бою!». Инициатор организации сбора средств на строительство детского дома в городе Чистякове (ныне г. Торез Донецкой области). Обращение было поддержано всеми женщинами области, за два месяца было собрано и перечислено 1 млн. 307 тысяч рублей.
После выхода на заслуженный отдых в течение 15 лет трудилась в обществе «Знание».

## Награды
- Орден «Знак Почёта»
- Медаль «За трудовое отличие» (05.11.1940) — «в связи с 20-летним юбилеем Казахской ССР, за достижения в развитии промышленности, сельского хозяйства, науки и искусства»
- четыре медали СССР
- За большие заслуги в воспитании молодежи, мобилизации трудящихся Караганды на развитие экономики города, активное участие в общественной жизни 27 сентября 1977 года ей было присвоено звание Почётный гражданин города Караганда.

## Семья
- муж — Аким Сериков, глава профсоюза
- сын — Эрнест Акимович Сериков, проректор частного вуза в Алматы